# USF Pro 2000 Championship 2025
Het USF Pro 2000 Championship 2025 was het 27e kampioenschap van het USF Pro 2000 Championship en het derde onder deze naam. Regerend kampioen Lochie Hughes was overgestapt naar de Indy NXT. Max Garcia werd in de tweede race van het voorlaatste raceweekend op het Stratencircuit Toronto met negen overwinningen gekroond tot kampioen.

## Teams en rijders
| Team                          | Nr | Coureur              | Races      |
| ----------------------------- | -- | -------------------- | ---------- |
| Comet/NCMP Racing             | 21 | Logan Adams          | 1-8, 10-16 |
| DEForce Racing                | 8  | Owen Tangavelou      | 6-8        |
| DEForce Racing                | 9  | Nicholas Monteiro    | 1-5        |
| DEForce Racing                | 10 | Jorge Garciarce      | Alle       |
| Exclusive Autosport           | 90 | Mac Clark            | Alle       |
| Exclusive Autosport           | 91 | Joey Brienza         | Alle       |
| Exclusive Autosport           | 92 | Carson Etter         | Alle       |
| FatBoy Racing!                | 83 | Charles Finelli      | 1-12       |
| Jay Howard Driver Development | 4  | Tanner DeFabis       | 1-2, 6-9   |
| Jay Howard Driver Development | 4  | Nick Gilkes          | 13-16      |
| Jay Howard Driver Development | 6  | Frankie Mossman      | 1-5        |
| Jay Howard Driver Development | 6  | Liam McNeilly        | 15-16      |
| Pabst Racing                  | 18 | Max Garcia           | Alle       |
| Pabst Racing                  | 19 | Jacob Douglas        | Alle       |
| Pabst Racing                  | 20 | Michael Costello     | Alle       |
| TJ Speed Motorsports          | 26 | Jace Denmark         | 1-9        |
| TJ Speed Motorsports          | 26 | Miles Bromley        | 17-18      |
| TJ Speed Motorsports          | 27 | Ariel Elkin          | Alle       |
| TJ Speed Motorsports          | 28 | Sebastian Manson     | Alle       |
| Turn 3 Motorsport             | 2  | Cooper Becklin       | Alle       |
| Turn 3 Motorsport             | 3  | Titus Sherlock       | 1-2        |
| Turn 3 Motorsport             | 3  | Brady Golan          | 6-9, 13-18 |
| Turn 3 Motorsport             | 3  | Joseph Loake         | 10-12      |
| Turn 3 Motorsport             | 22 | Elliot Cox           | 1-2        |
| Turn 3 Motorsport             | 22 | Nicholas Monteiro    | 6-16       |
| Turn 3 Motorsport             | 33 | Tyke Durst           | Alle       |
| Turn 3 Motorsport             | 44 | Alessandro de Tullio | Alle       |
| Velocity Racing Development   | 84 | Owen Tangavelou      | 1-5        |
| Velocity Racing Development   | 84 | Frankie Mossman      | 6-8, 10-18 |
| Velocity Racing Development   | 88 | Max Taylor           | Alle       |

## Kalender en uitslagen
Op 17 september 2024 werd de kalender voor het seizoen 2025 bekend gemaakt. Het seizoen bestaat uit achttien races: een oval, vier stratencircuits en dertien wegraces.
| Race | Datum       | Circuit                                     | Locatie            | Pole position        | Snelste ronde        | Meeste ronden aan de leiding | Winnaar              | Team                        |
| ---- | ----------- | ------------------------------------------- | ------------------ | -------------------- | -------------------- | ---------------------------- | -------------------- | --------------------------- |
| 1    | 1 maart     | Stratencircuit Saint Petersburg             | St. Petersburg, FL | Alessandro de Tullio | Alessandro de Tullio | Alessandro de Tullio         | Alessandro de Tullio | Turn 3 Motorsport           |
| 2    | 2 maart     | Stratencircuit Saint Petersburg             | St. Petersburg, FL | Alessandro de Tullio | Max Garcia           | Max Garcia                   | Max Garcia           | Pabst Racing                |
| 3    | 12 april    | NOLA Motorsports Park                       | Avondale, LA       | Max Garcia           | Max Garcia           | Alessandro de Tullio         | Alessandro de Tullio | Turn 3 Motorsport           |
| 4    | 13 april    | NOLA Motorsports Park                       | Avondale, LA       | Alessandro de Tullio | Ariel Elkin          | Alessandro de Tullio         | Alessandro de Tullio | Turn 3 Motorsport           |
| 5    | 13 april    | NOLA Motorsports Park                       | Avondale, LA       | Max Garcia           | Jacob Douglas        | Max Garcia                   | Max Garcia           | Pabst Racing                |
| 6    | 9 mei       | Indianapolis Motor Speedway (binnencircuit) | Speedway, IN       | Ariel Elkin          | Max Garcia           | Ariel Elkin                  | Ariel Elkin          | TJ Speed Motorsports        |
| 7    | 10 mei      | Indianapolis Motor Speedway (binnencircuit) | Speedway, IN       | Ariel Elkin          | Alessandro de Tullio | Ariel Elkin                  | Jacob Douglas        | Pabst Racing                |
| 8    | 10 mei      | Indianapolis Motor Speedway (binnencircuit) | Speedway, IN       | Ariel Elkin          | Jacob Douglas        | Ariel Elkin                  | Ariel Elkin          | TJ Speed Motorsports        |
| 9    | 23 mei      | Lucas Oil Raceway                           | Brownsburg, IN     | Mac Clark            | Ariel Elkin          | Ariel Elkin                  | Ariel Elkin          | TJ Speed Motorsports        |
| 10   | 21 juni     | Road America                                | Elkhart Lake, WI   | Max Garcia           | Max Garcia           | Max Garcia                   | Max Garcia           | Pabst Racing                |
| 11   | 22 juni     | Road America                                | Elkhart Lake, WI   | Max Garcia           | Max Garcia           | Max Garcia                   | Max Garcia           | Pabst Racing                |
| 12   | 22 juni     | Road America                                | Elkhart Lake, WI   | Max Garcia           | Max Garcia           | Max Taylor                   | Max Taylor           | Velocity Racing Development |
| 13   | 5 juli      | Mid-Ohio Sports Car Course                  | Lexington, OH      | Max Garcia           | Max Garcia           | Max Garcia                   | Max Garcia           | Pabst Racing                |
| 14   | 6 juli      | Mid-Ohio Sports Car Course                  | Lexington, OH      | Max Garcia           | Max Garcia           | Max Garcia                   | Max Garcia           | Pabst Racing                |
| 15   | 19 juli     | Stratencircuit Toronto                      | Toronto, ON        | Max Garcia           | Max Garcia           | Max Garcia                   | Max Garcia           | Pabst Racing                |
| 16   | 20 juli     | Stratencircuit Toronto                      | Toronto, ON        | Alessandro de Tullio | Max Garcia           | Frankie Mossman              | Alessandro de Tullio | Turn 3 Motorsport           |
| 17   | 9 augustus  | Portland International Raceway              | Portland, OR       | Frankie Mossman      | Max Garcia           | Max Garcia                   | Max Garcia           | Pabst Racing                |
| 18   | 10 augustus | Portland International Raceway              | Portland, OR       | Max Garcia           | Max Garcia           | Max Garcia                   | Max Garcia           | Pabst Racing                |

## Kampioenschap
| Pos | Rijder               | STP | STP | NOL | NOL | NOL | IMS | IMS | IMS | LOR | ROA | ROA | ROA | MOH | MOH | TOR | TOR | POR | POR | Punten |
| --- | -------------------- | --- | --- | --- | --- | --- | --- | --- | --- | --- | --- | --- | --- | --- | --- | --- | --- | --- | --- | ------ |
| 1   | Max Garcia           | 2   | 1*  | 2   | 2   | 1*  | 4   | 3   | 4   | 4   | 1*  | 1*  | 4   | 1*  | 1*  | 1*  | 9   | 1*  | 1*  | 495    |
| 2   | Ariel Elkin          | 18  | DNS | 5   | 3   | 5   | 1*  | 5*  | 1*  | 1*  | 7   | 4   | 3   | 2   | 5   | 10  | 5   | 8   | 4   | 347    |
| 3   | Mac Clark            | 4   | 2   | 3   | 17  | 18  | 2   | 2   | 5   | 3   | 2   | 3   | 2   | 11  | 3   | 3   | 10  | 2   | 12  | 346    |
| 4   | Alessandro de Tullio | 1*  | 18  | 1*  | 1*  | 2   | 15  | 9   | 20  | 2   | 4   | 6   | 5   | 4   | 7   | 17  | 1   | 6   | 2   | 342    |
| 5   | Jacob Douglas        | 20  | 3   | 4   | 4   | 4   | 14  | 1   | 17  | 9   | 3   | 2   | 8   | 5   | 2   | 2   | 3   | 5   | 3   | 329    |
| 6   | Max Taylor           | 5   | 4   | 7   | 5   | 3   | 3   | 13  | 19  | 8   | 8   | 5   | 1*  | 3   | 8   | DSQ | 19  | 4   | 11  | 268    |
| 7   | Michael Costello     | 3   | 21  | 6   | 6   | 6   | 5   | 20  | 3   | 7   | 18  | 18  | 9   | 14  | 6   | 15  | 6   | 7   | 14  | 211    |
| 8   | Frankie Mossman      | 21  | 10  | 12  | 8   | 14  | 13  | 10  | 13  |     | 9   | 7   | 17  | 16  | 4   | 4   | 2*  | 3   | 9   | 203    |
| 9   | Cooper Becklin       | 6   | 16  | 13  | 16  | 8   | 9   | 16  | 2   | 12  | 13  | 11  | 10  | 8   | 9   | 11  | 8   | 11  | 13  | 197    |
| 10  | Nicholas Monteiro    | 7   | 13  | 15  | 15  | 10  | 6   | 6   | 6   | 6   | 17  | 12  | 6   | 6   | 15  | 15  | 7   |     |     | 185    |
| 11  | Joey Brienza         | 13  | 11  | 8   | 12  | 16  | 11  | 7   | 10  | 18  | 6   | 10  | 12  | 7   | 14  | 7   | 16  | 10  | 10  | 182    |
| 12  | Sebastian Manson     | 19  | 8   | 16  | 13  | 11  | 8   | 21  | 7   | 14  | 12  | 17  | 13  | 9   | 16  | 16  | 18  | 9   | 5   | 152    |
| 13  | Tyke Durst           | 14  | 19  | 10  | 14  | 17  | 10  | 14  | 11  | 15  | 14  | 15  | 11  | 15  | 10  | 8   | 14  | 13  | 8   | 149    |
| 14  | Jorge Garciarce      | 12  | 9   | 14  | 9   | 13  | 21  | 11  | 18  | 17  | 11  | 13  | 7   | 18  | DNS | 6   | 12  | 15  | 7   | 148    |
| 15  | Logan Adams          | 9   | 17  | 11  | 11  | 12  | 20  | 12  | 16  |     | 10  | 9   | 14  | 12  | 13  | 14  | 11  |     |     | 125    |
| 16  | Jace Denmark         | 8   | 6   | 9   | 7   | 7   | 7   | 4   | 15  | 11  |     |     |     |     |     |     |     |     |     | 118    |
| 17  | Carson Etter         | 15  | 12  | 17  | 18  | 19  | 17  | 18  | 12  | 13  | 15  | 14  | 15  | 13  | 12  | 18  | 17  | 14  | 6   | 117    |
| 18  | Brady Golan          |     |     |     |     |     | 16  | 19  | 21  | 5   |     |     |     | 10  | 11  | 9   | 13  | 12  | 15  | 89     |
| 19  | Owen Tangavelou      | 11  | 5   | 19  | 10  | 9   | 18  | 15  | 9   |     |     |     |     |     |     |     |     |     |     | 74     |
| 20  | Tanner DeFabis       | 10  | 7   |     |     |     | 19  | 8   | 8   | 10  |     |     |     |     |     |     |     |     |     | 70     |
| 21  | Charles Finelli      | 16  | 14  | 18  | 19  | 15  | 12  | 17  | 14  | 16  | 16  | 16  | 16  |     |     |     |     |     |     | 66     |
| 22  | Liam McNeilly        |     |     |     |     |     |     |     |     |     |     |     |     |     |     | 5   | 4   |     |     | 36     |
| 23  | Joseph Loake         |     |     |     |     |     |     |     |     |     | 5   | 8   | 18  |     |     |     |     |     |     | 33     |
| 24  | Nick Gilkes          |     |     |     |     |     |     |     |     |     |     |     |     | 17  | 17  | 13  | 15  |     |     | 14     |
| 25  | Miles Bromley        |     |     |     |     |     |     |     |     |     |     |     |     |     |     |     |     | 16  | 16  | 10     |
| 25  | Titus Sherlock       | 22  | 15  |     |     |     |     |     |     |     |     |     |     |     |     |     |     |     |     | 7      |
| 27  | Elliot Cox           | 17  | 20  |     |     |     |     |     |     |     |     |     |     |     |     |     |     |     |     | 5      |
| Pos | Rijder               | STP | STP | NOL | NOL | NOL | IMS | IMS | IMS | LOR | ROA | ROA | ROA | MOH | MOH | TOR | TOR | POR | POR | Punten |

| Kleur       | Resultaat                       |
| ----------- | ------------------------------- |
| Goud        | Winnaar                         |
| Zilver      | 2de plaats                      |
| Brons       | 3de plaats                      |
| Groen       | 4de en 5de plaats               |
| Lichtblauw  | 6de–10de plaats                 |
| Donkerblauw | Gefinisht (buiten de Top 10)    |
| Paars       | Niet gefinisht                  |
| Rood        | Niet gekwalificeerd (DNQ)       |
| Bruin       | Teruggetrokken (Wth)            |
| Zwart       | Gediskwalificeerd (DSQ)         |
| Wit         | Niet Gestart (DNS)              |
| Blank       | Nam geen deel aan de race (DNP) |
| Blank       | Niet geracet                    |

| Toegevoegde info    |                                       |
| vet                 | Pole positie (1 punt)                 |
| cursief             | Snelste ronde (1 punt)                |
| *                   | Meeste ronden aan de leiding (1 punt) |
| Rookie van het jaar |                                       |
| Rookie              |                                       |

| Kleur       | Resultaat                       |
| ----------- | ------------------------------- |
| Goud        | Winnaar                         |
| Zilver      | 2de plaats                      |
| Brons       | 3de plaats                      |
| Groen       | 4de en 5de plaats               |
| Lichtblauw  | 6de–10de plaats                 |
| Donkerblauw | Gefinisht (buiten de Top 10)    |
| Paars       | Niet gefinisht                  |
| Rood        | Niet gekwalificeerd (DNQ)       |
| Bruin       | Teruggetrokken (Wth)            |
| Zwart       | Gediskwalificeerd (DSQ)         |
| Wit         | Niet Gestart (DNS)              |
| Blank       | Nam geen deel aan de race (DNP) |
| Blank       | Niet geracet                    |

| Toegevoegde info    |                                       |
| vet                 | Pole positie (1 punt)                 |
| cursief             | Snelste ronde (1 punt)                |
| *                   | Meeste ronden aan de leiding (1 punt) |
| Rookie van het jaar |                                       |
| Rookie              |                                       |

| Positie       | 1  | 2  | 3  | 4  | 5  | 6  | 7  | 8  | 9  | 10 | 11 | 12 | 13 | 14 | 15 | 16 | 17 | 18 | 19 | 20+ |
| ------------- | -- | -- | -- | -- | -- | -- | -- | -- | -- | -- | -- | -- | -- | -- | -- | -- | -- | -- | -- | --- |
| Punten        | 30 | 25 | 22 | 19 | 17 | 15 | 14 | 13 | 12 | 11 | 10 | 9  | 8  | 7  | 6  | 5  | 4  | 3  | 2  | 1   |
| Punten (Oval) | 45 | 38 | 33 | 29 | 26 | 23 | 21 | 20 | 18 | 17 | 15 | 14 | 12 | 11 | 9  | 8  | 6  | 5  | 4  | 2   |

1991 · 1992 · 1993 · 1994 · 1995 · 1996 · 1997 · 1998 · 1999 · 2000 · 2001 · 2002 · 2003 · 2004 · 2005 · 2006 · 2007 · 2008 · 2009 · 2010 · 2011 · 2012 · 2013 · 2014 · 2015 · 2016 · 2017 · 2018 · 2019 · 2020 · 2021 · 2022 · 2023 · 2024 · 2025